# Chanel (značka)
Chanel je francouzský luxusní módní dům založený roku 1910 v Paříži. Je v soukromém vlastnictví rodiny Wertheimerů a od roku 2018 sídlí v Londýně.
Chanel se specializuje na dámskou konfekci, luxusní zboží a doplňky a uděluje licenci na svou značku společnosti Luxottica zabývající se výrobou brýlí. Značka je proslulá svým parfémem No. 5 a oděvem „Chanel Suit". Chanel má zásluhu za revoluci v haute couture a konfekci tím, že nahradil korzety funkčnějšími oděvy, které ženy stále považovaly za lichotivé.

## Historie

### Založení a uznání (1909–1920)
Dům Chanel vznikl v roce 1909, kdy si Gabrielle Chanel otevřela kloboučnický obchod na 160 Boulevard Malesherbes. Obchod se nacházel v přízemí domu obchodníka Étienneho Balsana, jehož byla Chanel milenkou. Protože byt Balsan byl také salonem pro francouzskou loveckou a sportovní elitu, měla Chanel příležitost setkat se s jejich milenkami, které jako takové byly ženami, na nichž bohatí muži vystavovali své bohatství – například šaty, šperky a klobouky.

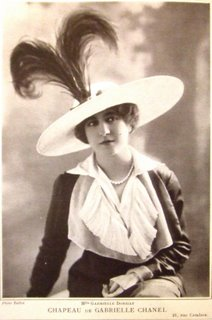
Herečka Gabrielle Dorziat s chocholatým kloboukem Chanel (1912)

Coco Chanel jim tak mohla prodávat klobouky, které navrhla a vyrobila; vydělávala si tak na živobytí nezávisle na Balsanovi. V průběhu těchto salonů se Coco Chanel spřátelila s Arthurem "Boyem" Capelem, anglickým hráčem póla a přítelem Étienna Balsana; podle společenského zvyku vyšší třídy se Chanel také stala milenkou Boy Capela. V roce 1910 jí Boy Capel zafinancoval svůj první nezávislý kloboučnický obchod, Chanel Modes, na 21 rue Cambon v Paříži. Protože se v tomto místě již nacházel obchod s oděvy, obchodní pronájem omezil Chanel pouze na prodej kloboučnických výrobků, nikoli módních oděvů. O dva roky později v roce 1913 nabízely couture obchody Coco Chanel v Deauville a Biarritz k prodeji dámské sportovní oblečení prêt-à-porter, jehož praktické vzory umožňovaly nositelce sportovat.